# Jean Miélot
Jean Miélot (Gueschard Picardía - 1472)  fue un autor, traductor, iluminador de manuscritos, escriba y sacerdote, que ejerció como secretario de Felipe el Bueno, duque de Borgoña desde 1449 hasta la muerte de Felipe en 1467, y luego de su hijo Carlos el Temerario.  También fue capellán de Luis de Luxemburgo, conde de Saint Pol desde 1468, después de la muerte de Felipe. Se dedicó principalmente a la producción de manuscritos iluminados de lujo para la biblioteca de Felipe. Tradujo muchas obras, tanto religiosas como seculares, del latín o del italiano al francés, así como escribió (poemas y ensayos) y compiló colecciones. Entre sus propios escritos y sus traducciones, produjo unos veintidós trabajos mientras estuvo bajo el mando de Felipe, los cuales fueron muy difundidos, y de muchos de ellos se hicieron ediciones impresas en los años posteriores a su muerte, e influyeron en el desarrollo del estilo de la prosa francesa.

## Biografía
Poco se sabe del principio de su carrera. Nació en Gueschard, entre Abbeville y Hesdin, en lo que hoy es el departamento de Somme, pero luego se encontraba en Picardía, y desde 1435 partió hacia el Ducado de Borgoña.
Fue reclutado por el duque después de traducir y adaptar el Speculum Humanae Salvationis al francés en 1448, y además de su salario en la corte, fue nombrado canónigo de San Pedro en Lille en 1453, sirviendo hasta su muerte en 1472,—probablemente no solía residir allí— cuando fue enterrado en esta misma iglesia.

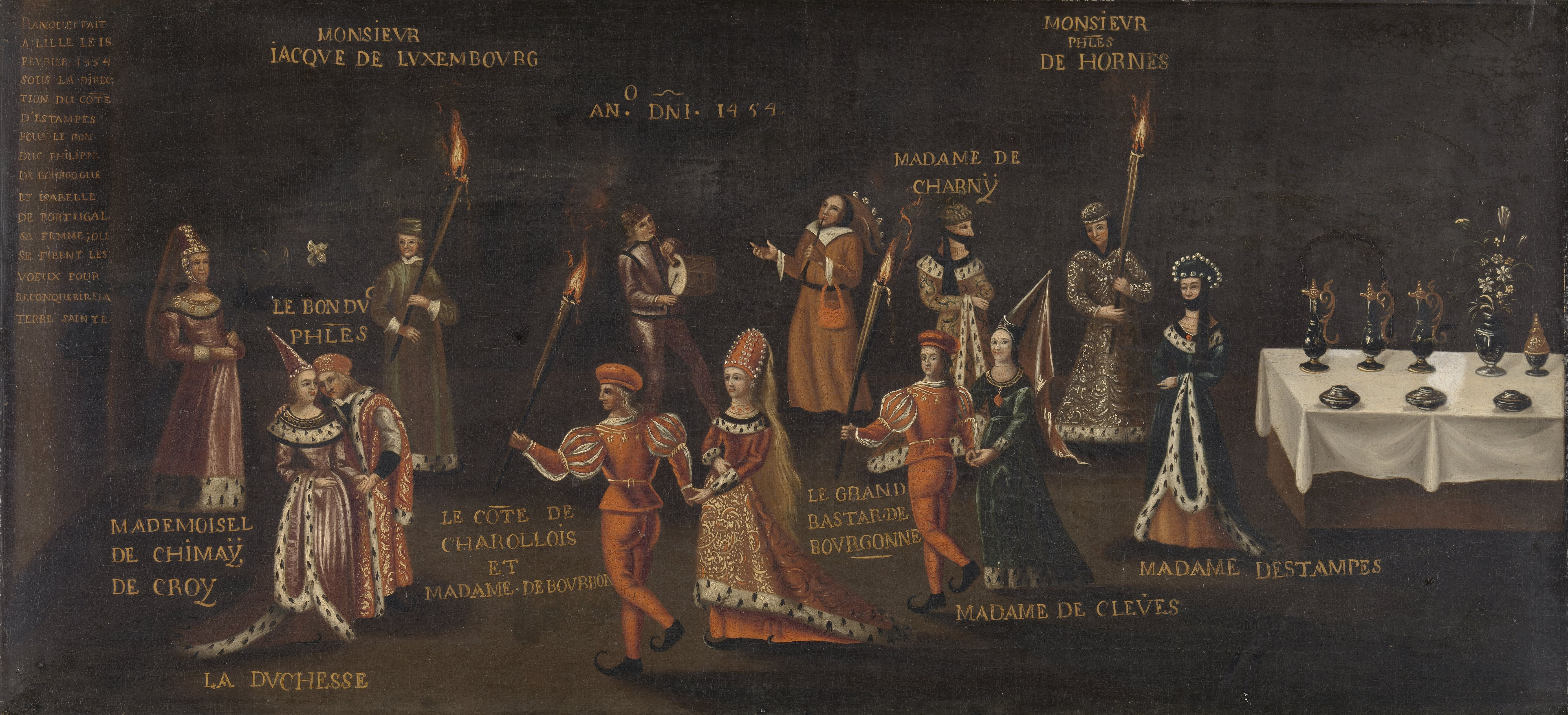
Representación del banquete del faisán, (anónimo).

Como sacerdote y como empleado del tribunal, habría estado exento de regulaciones del gremio, que probablemente fue una ventaja para su carrera. Parece haber tenido alojamiento en el palacio, que se muestra de manera realista en una miniatura en Bruselas,  y también haber dirigido un taller de escribas en Lille. Después del festival  del «Banquete del faisán» en 1454, que produjo un gran entusiasmo en la Corte del duque, para revivir las Cruzadas, obtuvo encargos para traducir libros de viajes sobre el Medio Oriente.

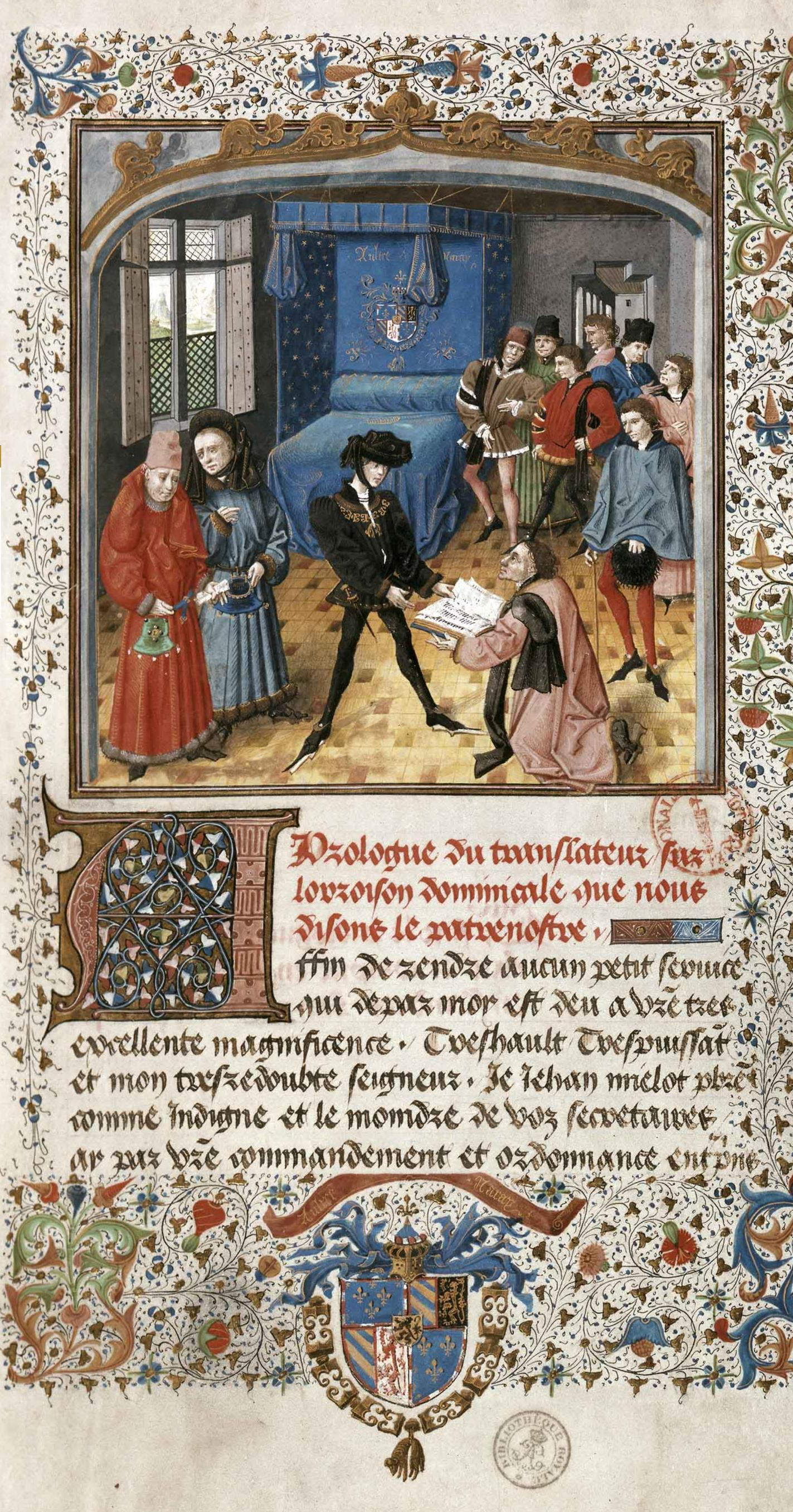
Miniatura de presentación de Jean le Tavernier, 1454-1457, Bruselas. Jean Miélot ofreciendo a Felipe el Bueno, su traducción Traité sur l'oraison dominicale.Biblioteca Real de Bélgica.

Debido a la particular manera borgoñona de las miniaturas de presentación, donde se muestra al autor presentando el libro —en el que está contenida la miniatura en sí—, al duque u otro patrón, tenemos una cantidad inusualmente grande de retratos de Miélot del período, por ser una persona no real, que en su mayoría muestran rasgos faciales consistentes: habría sido muy conocido por los artistas, y bien podría haber tenido influencia en la asignación de encargos a ellos. Miélot está representado en libros que escribió, en ambos sentidos de la palabra; como redactor y como compositor del manuscrito.
Felipe el Bueno fue el bibliófilo principal del norte de Europa, y empleó a varios escribas, copistas y artistas, con Miélot ocupando un lugar destacado entre los primeros grupos. Sus traducciones se produjeron primero en forma de borrador, llamado «minuto», con bocetos de las imágenes y letras iluminadas. Si esto era aprobado por el duque, después de ser examinado y leído en voz alta en la corte, entonces el último manuscrito de lujo para la biblioteca del duque se produciría en fina vitela, y con los bocetos elaborados por artistas especializados. El «minuto» de Miélot para su Le Miroir de l'Humaine Salvation sobrevive en la Biblioteca Real de Bélgica, que incluye dos autorretratos de él ricamente vestido como un laico.  En el retrato de la presentación de La controversia de noblesse, un año después, se muestra con una tonsura clerical.

## Obras
Una lista más completa, en francés, con detalles parciales de manuscritos supervivientes y una bibliografía, está en línea en Arlima.

### Traducciones
- La Lettre à son frère Quintus de Cicerón sobre los deberes de un gobernador: Felipe lo ofreció a su hijo Carlos el Temerario.
- Romuleón del original de Benvenuto Rambaldi da Imola, una historia sobre la Antigua Roma.
- Vie et miracles de Saint Josse.
- La controverse de noblesse.
- Traité sur l'Oraison Dominicale.
- Miroir de l'âme pécheresse, traducción de Speculum aureum animæ peccatricis.
- Les quattres choses derrenieres, traducción de Cordiale quattuor novissimorum.
- Advis directif pour faire le passage d'oultre-mer.
- La Vie de sainte Catherine d'Alexandrie
- Le Secret des secrets.

### Obras francesas
La mayoría de sus trabajos son colecciones o adaptaciones de autores más antiguos.
- Le Miroir de l'Humaine Salvation una de las muchas versiones francesas del Speculum humanae salvationis.[11]
- Miracles de Nostre Dame su principal compilación.
- Una adaptación del Epistre Othea de Christine de Pizan y de la Genealogia deorum gentilium de Giovanni Boccaccio.
- Sus cuadernos de notas están conservados en la BnF (la encuadernación probablemente no es original): hay borradores de traducción, dibujos y espacios en blanco de iniciales, así como poemas, algunos de los cuales deben haber sido piezas circunstanciales. Su interés es más histórico que literario. También incluye un diseño de laberinto con un modelo literal que reconoce el anagrama MIELOT.[12]